# 15370 Kanchi
15370 Kanchi este un asteroid din centura principală de asteroizi.

## Descriere
15370 Kanchi este un asteroid din centura principală de asteroizi. A fost descoperit pe 15 iulie 1996 la Kuma Kogen de Akimasa Nakamura. El prezintă o orbită caracterizată de o semiaxă mare de 2,73 ua, o excentricitate de 0,10 și o înclinație de 2,7° în raport cu ecliptica.